# Reichardia
Genre
Reichardia  est un genre de plantes à fleurs de la famille des Astéracées.

## Étymologie
Le nom de Reichardia a été attribué en l'honneur du naturaliste allemand Johann Jakob Reichard (1743 - 1782).

## Liste des espèces
- Reichardia baetica M.J.Gallego & Talavera
- Reichardia canariensis M.J.Gallego & Talavera
- Reichardia crystallina (Sch.Bip. ex Sch.Bip.) Bramwell
- Reichardia dichotoma (DC.) Freyn
- Reichardia famarae Bramwell & G.Kunkel ex M.J.Gallego & Talavera
- Reichardia gaditana (Willk.) Samp.
- Reichardia intermedia (Sch.Bip.) Samp.
- Reichardia ligulata (Vent.) G.Kunkel & Sunding
- Reichardia picroides (L.) Roth
- Reichardia × sventenia M.J.Gallego & Talavera
- Reichardia tingitana (L.) Roth